# Keiju Karashima
Keiju Karashima (辛島 啓珠, Karashima Keiju) est un footballeur japonais né le 24 juin 1971 à Kyoto.